# エドウィン・サザン

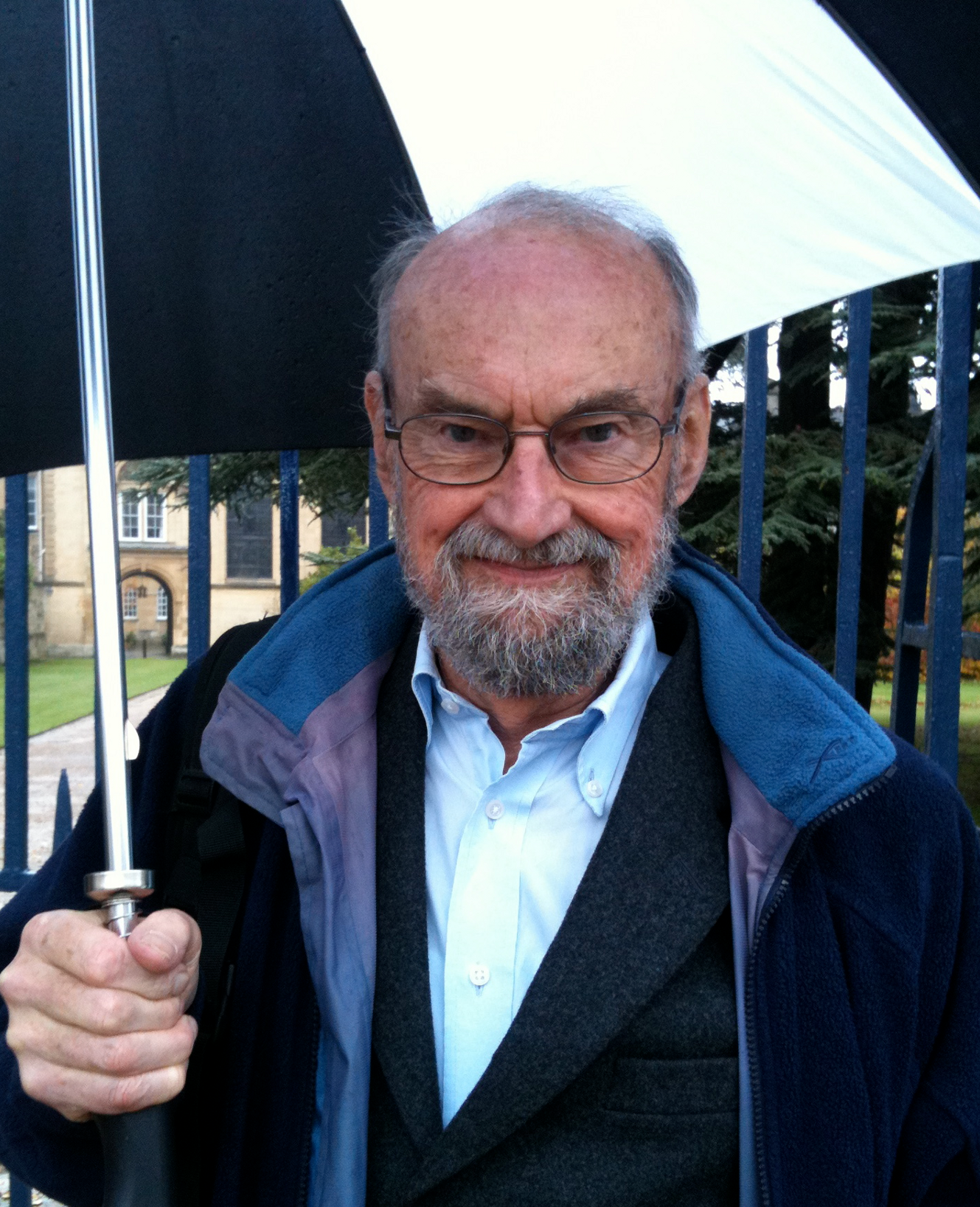
エドウィン・サザン

エドウィン・サザン（Sir Edwin Mellor Southern、1938年6月7日 - ）はイギリスの分子生物学者。オックスフォード大学名誉教授。バーンリー生まれ。1958年にマンチェスター大学を卒業し、1962年にグラスゴー大学から化学の博士号を取得した。
DNA型鑑定の元となるサザンブロッティング法の開発で知られる。1983年王立協会フェロー選出。

## 受賞歴
- 1990年 ガードナー国際賞
- 1998年 ロイヤルメダル
- 2005年 ラスカー・ドゥベーキー臨床医学研究賞
- 2019年 クラリベイト・アナリティクス引用栄誉賞

## 参照
- Curriculum Vitae Professor Sir Edwin Mellor Southern
- Fellows Directory Edwin Southern